# Marswiese

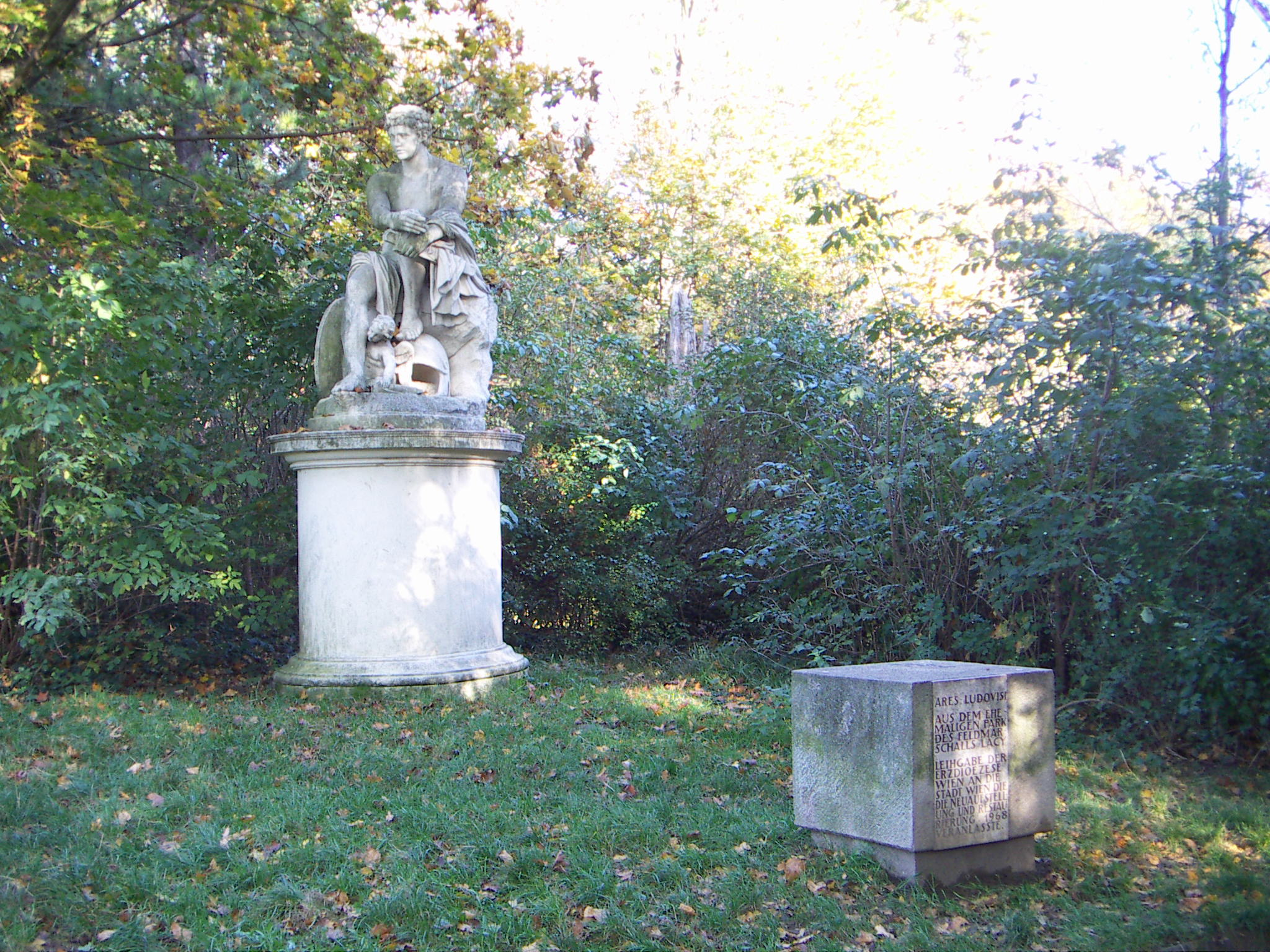
„Ruhender Mars“ von J. M. Fischer

Die Marswiese ist eine Grünfläche im 17. Wiener Gemeindebezirk, Hernals, Bezirksteil Neuwaldegg, am Rande des Wienerwaldes. Sie ist Teil des Schwarzenbergparks und beherbergt das öffentliche Sportzentrum Marswiese der Diözesansportgemeinschaft Wien. Dieses bietet Fußball-, Basketball, Volleyball- und Tennisplätze, eine Leichtathletikanlage sowie eine Kletterhalle.
Als Sehenswürdigkeit gilt das Monument „Ruhender Mars“. Es handelt sich dabei um jene Marsstatue, die zuvor im Lacy'schen Landschaftsgarten beim Schloss Neuwaldegg aufgestellt war. Diese von Johann Martin Fischer im Jahr 1774 angefertigte Skulptur ist eine weitere Kopie des antiken Motives Ares Ludovisi, das vermutlich erstmals im 4. Jahrhundert v. Chr. von den griechischen Bildhauern Skopas oder Lysipp aufgegriffen und schon in römischer Zeit mehrfach kopiert wurde.